# Samuel Leigh Sotheby
Samuel Leigh Sotheby (Londra, 31 agosto 1805 – Buckfastleigh, 19 giugno 1861) è stato un bibliografo britannico.
Figlio di Samuel Sotheby, raccolse e studiò opere di John Milton e Filippo Melantone, oltre che vari trattati di xilografia. La sua casa di vendite, Sotheby's, mise all'asta opere di William Beckford e del conte di Ashburnham.